# Rossi-Verteilung
Die Rossi-Verteilung ist die Verteilung des Maximums von zwei stochastisch unabhängigen Gumbel-verteilten Zufallsvariablen. Da die Gumbelverteilung eine Extremwertverteilung vom Typ I ist, die als Grenzverteilung des Maximums stochastisch unabhängiger und identisch verteilter Zufallsvariablen auftritt, kann die Rossi-Verteilung als eine Extremwertverteilung in einem weiteren Sinn aufgefasst werden.
Sie wird auch als Zwei-Komponenten-Extremwertverteilung (engl. two component extreme value distribution, TCEV) bezeichnet.
Sie wird vor allem in der Hochwasseranalyse verwendet, wenn zwei Einflussfaktoren mit jeweils eigenen Extremwertverteilungen  vorliegen.

## Definition
Eine stetige reellwertige Zufallsvariable {\displaystyle X} genügt einer Rossi-Verteilung mit den Parametern {\displaystyle c_{1}\in \mathbb {R} ,c_{2}\in \mathbb {R} ,d_{1}>0,d_{2}>0}, 
wenn sie die Verteilungsfunktion
{\displaystyle F(x)=\exp \left(-e^{-{\frac {x-c_{1}}{d_{1}}}}\right)\exp \left(-e^{-{\frac {x-c_{2}}{d_{2}}}}\right)\quad {\text{für }}x\in \mathbb {R} }
besitzt.

## Eigenschaften
Die oben angegebene Verteilungsfunktion {\displaystyle F} einer Rossi-Verteilung ist das Produkt von zwei Verteilungsfunktionen 
{\displaystyle F_{j}(x)=\exp \left(-e^{-{\frac {x-c_{j}}{d_{j}}}}\right),\quad j=1,2,}
die jeweils zu einer Gumbel-Verteilung mit dem Lageparameter {\displaystyle c_{j}} und dem Skalenparameter  {\displaystyle d_{j}} gehören. Für zwei stochastisch unabhängige Zufallsvariablen {\displaystyle X_{1}} und {\displaystyle X_{2}} mit den Verteilungsfunktion 
{\displaystyle F_{1}} und {\displaystyle F_{2}} hat die Zufallsvariable {\displaystyle X=\max\{X_{1},X_{2}\}} die Verteilungsfunktion {\displaystyle F=F_{1}F_{2}}, da
{\displaystyle F(x)=P(X\leq x)=P(\max\{X_{1},X_{2}\}\leq x)=P(X_{1}\leq x,X_{2}\leq x)=P(X_{1}\leq x)P(X_{2}\leq x)=F_{1}(x)F_{2}(x)}.
Die Rossi-Verteilung ist also die Verteilung des Maximums von zwei stochastisch unabhängigen Gumbel-verteilten Zufallsvariablen.
Eine Rossi-verteilte Zufallsvariable hat die Wahrscheinlichkeitsdichte
{\displaystyle f(x)=\left({\frac {1}{d_{1}}}e^{\frac {x-c_{1}}{d_{1}}}+{\frac {1}{d_{2}}}e^{\frac {x-c_{2}}{d_{2}}}\right)\exp \left(-e^{-{\frac {x-c_{1}}{d_{1}}}}\right)\exp \left(-e^{-{\frac {x-c_{2}}{d_{2}}}}\right)\quad {\text{für }}x\in \mathbb {R} \;.}
Es wird auch die alternative Parametrisierung 
{\displaystyle F(x)=\exp \left(-\lambda _{1}e^{-{\frac {x}{d_{1}}}}-\lambda _{2}e^{-{\frac {x}{d_{2}}}}\right)}
mit den Parametern {\displaystyle \lambda _{1}>0,\lambda _{2}>0,d_{1}>0,d_{2}>0} verwendet, die sich mit {\displaystyle \lambda _{j}=\exp(c_{j}/d_{j})} für {\displaystyle j=1,2} ergibt.